# PythonQt
PythonQt — динамическая привязка языка Python к Qt, лицензированная по LGPL. Предназначена для случаев, когда Python необходимо встроить в существующие программы на C++. Для случаев, когда всё приложение пишется на Python, необходимо использовать другие привязки — PySide или PyQt.